# Jean Baptiste Cabanis
Pour les articles homonymes, voir Cabanis.
Jean Baptiste Cabanis, né en 1725 à Yssandon en Corrèze et mort en 1786 à Brive, est un physiocrate ou agronome français.

## Biographie
Le nom de Cabanis dérive du nom de l'ancien village de Chabannes dans le Limousin. Sa famille est celle d'importants propriétaires terriens, détenteurs de charges d'avocat au Parlement.
Il se marie en 1747 avec Marie-Hélène d'Escarolle de Souleyrac, de petite noblesse locale. Son fils est Pierre Jean Georges Cabanis (1757-1808), célèbre médecin et philosophe des Lumières.
En 1759, il est membre fondateur de la branche limousine de la Société Royale d'Agriculture.

## Travaux
De 1761 à 1774, il est personnellement encouragé par l'Intendant du Limousin, Turgot (futur ministre de Louis XVI), à tenter des expériences nouvelles : culture de la pomme de terre, élevage de moutons merinos, plantations d'arbres fruitiers...
En 1764, il gagne le prix de l'Académie de Bordeaux pour son mémoire sur la greffe en arboriculture, publié en 1776.

## Publications
- Essai sur les principes de la greffe, et sur les moyens de la faciliter et de la perfectionner, In-12, IV-116 p., Paris, Saugrain, 1781